# 江原祥二
江原 祥二（えばら しょうじ、1955年 - ）は、日本の撮影技師・撮影監督。京都府出身。日本映画撮影監督協会（J.S.C.）所属。

## 経歴
日本映画学校（現・日本映画大学）卒業。
2013年、映画『のぼうの城』で第36回日本アカデミー賞優秀撮影賞を清久素延と共同受賞。
2021年、映画『Fukushima 50』で第44回日本アカデミー賞優秀撮影賞を受賞。

## 主な作品

### テレビドラマ
- 松本清張の異変街道（1993年）
- 阿部一族（1995年）
- 京都セクシー妖怪殺人案内（1997年）
- 新・赤かぶ検事奮戦記8 飛騨白川郷映画ロケ殺人事件（1999年）
- 剣客商売2（1999年）
- 次郎長三国志（2000年）
- 陰陽師☆安倍晴明〜王都妖奇譚〜（2002年）
- 怪談百物語2 雪女（2002年）
- 壬生義士伝　新選組でいちばん強かった男（2002年）
- 大晦日もっと大奥スペシャル（第一部）～薩摩から来た女～（2003年）
- 大晦日もっと大奥スペシャル（第二部）～将軍の女たち～（2003年）
- 剣客商売4（2003年）
- 大奥(1)スペシャル～幕末の女たち～（2004年）
- 十年～妻が夫を裏切った日（2004年）
- 天切り松 闇がたり（2004年）
- 大奥(2)（2004年）
- 大奥(2) 桜散る（2005年）
- 年末大型時代劇 駆け抜けた蒼龍（2005年）
- 追いつめる～老刑事・最後の張り込み（2006年）
- よろずや平四郎活人剣（2006年）
- 島根の弁護士（2007年）
- 刺客請負人(1)（2007年）
- しゃばけ（2007年）
- うそうそ（2008年）
- 赤かぶ検事・京都篇（2010年）
- おみやさん(7)（2010年）
- 女信長（2013年）
- 信長協奏曲（2014年）
- ミヤコが京都にやって来た!（2021年）[4]

### 映画
- くノ一忍法帖 自来也秘抄（1995年）
- 女とむらい師 べに孔雀（1996年）
- 修羅之介斬魔劍 妖魔伝説（1996年）
- 極道の2号たち2　嗚呼！現金と共に去りぬ（1997年）
- OTSUYA 怪談牡丹燈籠（1998年）
- くノ一忍法帖 柳生外伝（1998年）
- 新・第三の極道 裏盃 流血の掟（1999年）
- 新・第三の極道 弔いの銃弾（1999年）
- さくや妖怪伝（2000年）
- 悪名（2001年）
- 女狼 淫殺裸身剣舞（2002年）
- カタクリ家の幸福（2002年）
- くノ一忍法伝 からくり遊戯（2003年）
- 跋扈妖怪伝 牙吉（2004年）
- 土方巽 夏の嵐 2003～1973 燔犧大踏鑑（2004年）
- あずみ2 Death or Love（2004年）
- 大奥（2006年）
- 隠し砦の三悪人 THE LAST PRINCESS（2008年）
- キラー・ヴァージンロード（2009年）
- 鴨川ホルモー（2009年）
- ふたたび swing me again（2010年）
- のぼうの城（2012年）
- テルマエ・ロマエII（2014年）
- 超高速!参勤交代（2014年）
- 進撃の巨人 ATTACK ON TITAN（2015年）
- 進撃の巨人 ATTACK ON TITAN エンド オブ ザ ワールド（2015年）
- 本能寺ホテル（2017年）
- 輪違屋糸里 京女たちの幕末（2018年）
- マスカレード・ホテル（2019年）
- 引っ越し大名!（2019年）
- 帰郷（2020年）
- Fukushima 50（2020年）

### Vシネマ
- 首領への道 シリーズ（1998年 - 2002年）
  - 首領への道（1998年）
  - 首領への道2（1998年）
  - 首領への道4（1998年）
  - 首領への道5（1998年）
  - 首領への道6（1998年）
  - 首領への道10（2000年）
  - 首領への道17（2002年）
  - 首領への道18（2002年）
  - 首領への道19（2002年）
- 実録・絶縁（2001年）
- 実録・絶縁 完結編（2001年）
- 実録・山陽道やくざ戦争 手打ち破り（2001年）
- 実録・大阪やくざ戦争 報復（2002年）
- 実録・大阪やくざ戦争 報復 完結編（2002年）

## 受賞歴
- 2013年 第36回日本アカデミー賞：優秀撮影賞『のぼうの城』[5]
- 2021年 第44回日本アカデミー賞：最優秀撮影賞『Fukushima 50』[3]
- 2023年 第1回京都映画賞：優秀スタッフ賞[6]